# Vezins
Vezins is een gemeente in het Franse departement Maine-et-Loire (regio Pays de la Loire). De plaats maakt deel uit van het arrondissement Cholet. Vezins telde op 1 januari 2022 1.750 inwoners.

## Geografie
De oppervlakte van Vezins bedroeg op 1 januari 2022 18,02 vierkante kilometer; de bevolkingsdichtheid was toen 97,1 inwoners per km².

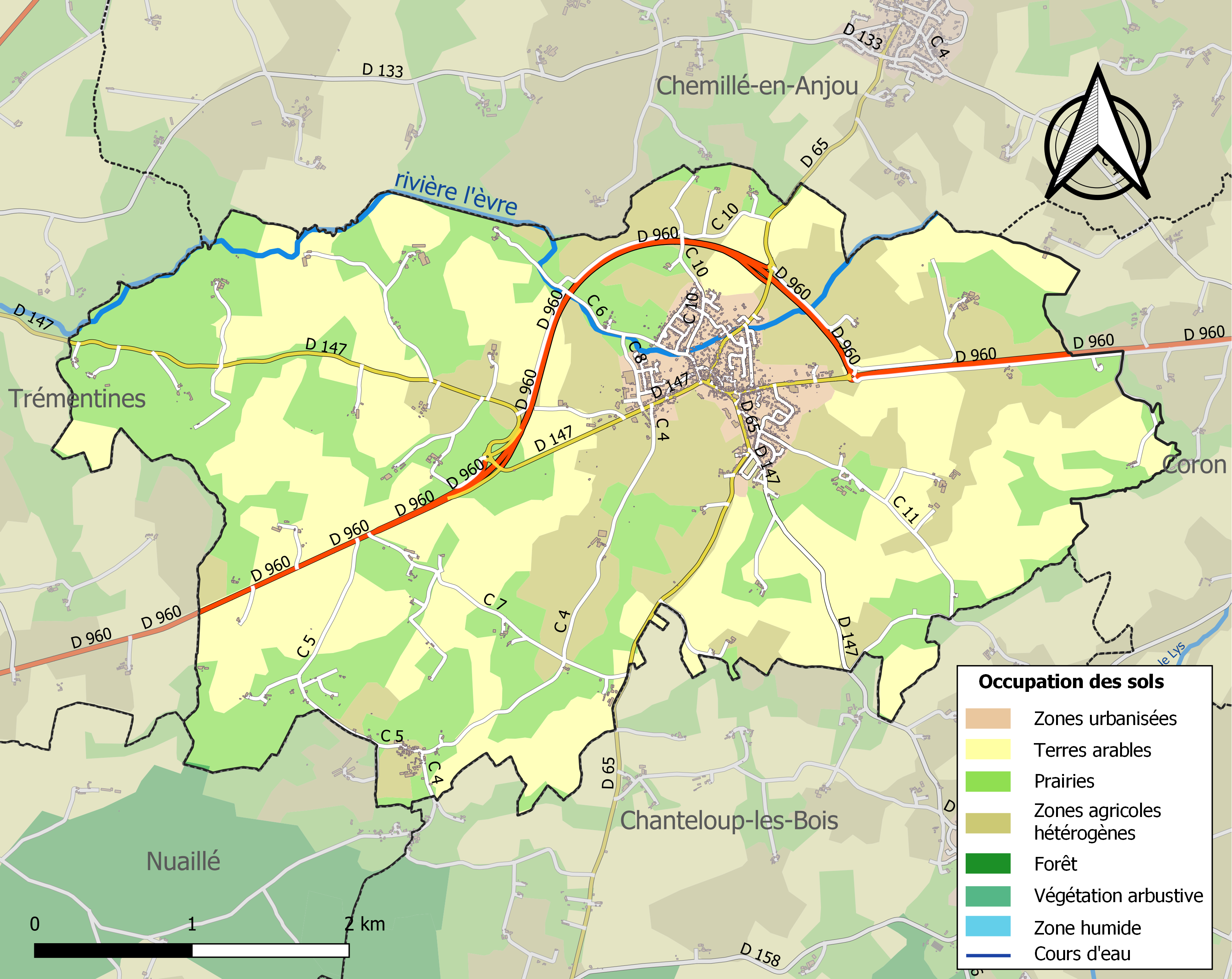
Kaart van de gemeente met de belangrijkste infrastructuur, bodemgebruik en omliggende gemeenten

## Demografie
Onderstaande figuur toont het verloop van het inwonertal (bron: INSEE-tellingen).